# Yvonne Chaka Chaka
Yvonne Chaka Chaka, ur. jako Yvonne Moloko Machaka (ur. 18 marca 1965 w Dobsonville) – południowoafrykańska  piosenkarka i działaczka humanitarna. 

## Życie i kariera
Chaka Chaka urodziła się w Dobsonville w Południowej Afryce. Kiedy miała 12 lat, jej ojciec, Habuk Machaka zmarł. Jej matka, Sophie Nomakula Machaka, musiała więc samodzielnie wychowywać Yvonne i jej dwie siostry (Doreen i Refiloe) ze skromnej pensji pomocy domowej. 
Matka Yvonne miała nadzieję, że podejmie ona karierę prawniczą. Jednak z braku środków na studia uniwersyteckie, Chaka Chaka zwróciła się ku muzyce. Do śpiewu zachęcała ją siostra, Refiloe, a ojciec Chaka Chaka był śpiewakiem gospel i miłośnikiem muzyki. 
W lutym 1985 roku spotkała się z właścicielem Dephon Records, Philem Hollisem, który przedstawił ją producentowi Attiemu Van Dyckowi, który odtąd stał się jej wieloletnim wspólpracownikiem. 
Jej pierwszy syngiel I'm in Love with the DJ i szybko stał się popularny, a Chaka Chaka szybko stała się jedną z najpopularniejszych piosenkarek Południowej Afryki, nazywaną "Księżniczką Afryki". 

## Działalność pozamuzyczna
Yvonne Chaka Chaka angażowała się w różne projekty społeczne. Była ambasadorką UNICEFu w kwestii malarii na Południową Afrykę, a także programu 46664 Nelsona Mandeli, którego celem było zebranie funduszy na rzecz walki z AIDS i HIV. 
Wykłada zarządzanie i administrację w szkole dla dorosłych Weller School.

## Wybrana dyskografia
- Thank You Mr DJ
- I'm Burning Up
- Sangopma
- I Cry For Freedom
- Be Proud to Be African
- Motherland
- The Rhythm of Life
- The Power of Africa
- Bombani (1997)
- Yvonne and Friends (2000)[7]